# Circondario di Terranova di Sicilia
Il circondario di Terranova di Sicilia era uno dei circondari in cui era suddivisa la provincia di Caltanissetta, esistito dal 1861 al 1927.

## Storia
Con l'Unità d'Italia (1861) la suddivisione in province e circondari stabilita dal Decreto Rattazzi fu estesa all'intera Penisola. Nel 1874 nel circondario di Terranova di Sicilia oltre al capoluogo Terranova di Sicilia (che nel 1927 avrebbe assunto il nome di Gela), erano presenti i Comuni di Butera, Niscemi, Mazzarino e Riesi.
Il circondario di Terranova di Sicilia fu abolito, come tutti i circondari italiani, nel 1927, nell'ambito della riorganizzazione della struttura statale voluta dal regime fascista.

## Suddivisione
Nel 1863, la composizione del circondario era la seguente:
1. Mandamento I di Butera
  - Butera
2. Mandamento II di Mazzarino
  - Mazzarino
3. Mandamento III di Niscemi
  - Niscemi
4. Mandamento IV di Riesi
  - Riesi
5. Mandamento V di Terranova di Sicilia
  - Terranova di Sicilia